# Irish League 1919/1920
Dvacátý šestý ročník Irish League (1. irské fotbalové ligy) se konal po čtyřech letech, kvůli světové válce za účasti s osmi kluby. Titul získal potřetí ve své klubové historii Belfast Celtic FC.